# David Griffith (cómic)
Para el cineasta, véase D. W. Griffith.
David «D.W.» Griffith es un personaje ficticio que aparece en los cómics estadounidenses publicados por Marvel Comics. Se le representa como un aliado de Luke Cage.
El personaje fue interpretado por Jeremiah Richard Craft en la serie de televisión Luke Cage ambientada en el Universo cinematográfico de Marvel.

## Historial de publicaciones
El personaje, creado por Archie Goodwin y George Tuska, apareció por primera vez en Hero for Hire #2 (agosto de 1972).

## Biografía ficticia
El dirigió el Teatro Gem y alquiló una habitación para Luke Cage cuando necesitaba un lugar para quedarse. A pesar de que el teatro es una fuente constante de destrucción, Griffith siguió siendo un fiel amigo de Cage, principalmente porque lo consideraba su único amigo. Griffith también era estudiante de cine y quería producir su propia productora. Cuando parecía que no iba a ninguna parte, Griffith intentó suicidarse, pero un misterioso extraño, implicado como Caballero Luna, lo convenció de no suicidarse y ser feliz. Su teatro fue utilizado como base para Los Poderosos Vengadores.

## En otros medios
Dave Griffith hace una aparición recurrente en Luke Cage interpretado por Jeremiah Richard Craft. Es negro, a diferencia del caucásico como en los cómics, y generalmente se lo ve en las calles tratando de vender grabaciones piratas de "El Incidente". Cage se le acercó en la calle y le pidió que usara sus ojos para informarle sobre lo que estaba pasando. A pesar de algunas reticencias, Dave cedió y actuó como informante. Aparece en el episodio "You Know My Steez", filmando la pelea callejera entre Cage y Willis Stryker. Regresa en la temporada 2, donde ha establecido una tienda de productos de Luke Cage dentro de Pop's Barber Shop, para disgusto de Cage y Bobby Fish. Sigue a Cage usando la aplicación Harlem's Hero y filma sus muchas hazañas. Tras la derrota de Cage a manos de Bushmaster, Griffith comienza a vender cintas de la pelea, a pesar de que sigue admitiendo su apoyo a Cage. Griffith también está presente cuando Danny Rand llega para visitar a Cage e incluso lo ve usar brevemente sus poderes. Durante una fiesta, Griffith y su novia Aisha Axton son testigos de cómo dos amigos suyos reaccionan violentamente a una droga etiquetada como 'Bushmaster' e informan a Cage. Cuando Cage hace una oferta para actuar como el "sheriff" de Harlem, Griffith expresa su preocupación. En última instancia, decide usar el dinero que ganó en su tienda de regalos de Luke Cage para comprar Pop's Barber Shop y afirma que Harlem necesita una Suiza. Se le ve por última vez poniendo un cartel de "Se necesita ayuda" en la ventana.